# Eucalyptus prolixa
Eucalyptus prolixa är en myrtenväxtart som beskrevs av Nicolle. Eucalyptus prolixa ingår i släktet Eucalyptus och familjen myrtenväxter. Inga underarter finns listade i Catalogue of Life.